# Métamorphisme
Pour les articles homonymes, voir Métamorphisme (homonymie).

Évolutions métamorphiques les plus souvent enregistrées par les roches du métamorphisme régional en domaine continental, dans le diagramme pression-température (P-T) dans le métamorphisme. Domaines de stabilité de minéraux index (chlorite, plagioclase, biotite, grenat, andalousite, disthène et sillimanite).

Le métamorphisme désigne l'ensemble des transformations subies à l'état solide par une roche (sédimentaire, magmatique ou métamorphique) sous l'effet de modifications des conditions de température, de pression, de la nature des fluides minéralisés ou de la composition chimique de la roche. Ces transformations, qui peuvent être minéralogiques, texturales, chimiques ou encore structurales, provoquent une réorganisation des éléments dans la roche et une recristallisation des minéraux. La roche ainsi transformée est dite métamorphique.
L'une des caractérisations les plus directes du métamorphisme est la transformation minéralogique de la roche (avec en cas de métasomatisme, changement de la composition chimique, par apport ou départ de fluides notamment, processus de métamorphisme allochimique qui s'oppose au métamorphisme topochimique ou isochimique se produisant à composition chimique constante, à l'exception de perte d'H2O ou de CO2). De plus, des déformations accompagnent couramment le métamorphisme, notamment le métamorphisme régional, dans la mesure où les conditions portant des roches à des pressions et/ou des températures élevées sont couramment associées à des contraintes importantes, comme dans les cas des chaînes de collision.
Les processus de déformation sont importants pour le métamorphisme en participant à l'augmentation des vitesses de réactions via la réduction de la taille des grains rendant disponible de plus grande surface pour les réactions ou encore l'augmentation de la permabilité de la roche ce qui facilite la circulation des fluides . Ces derniers favorisent la cinétique des réactions en augmentant les vitesses de diffusion des éléments mais aussi en participant à certaines d'entre elles en tant que réactif. C'est la raison pour laquelle on inclut couramment l'étude des déformations (schistosité, foliation, linéation) dans l'étude du métamorphisme.

## Définition et limites du métamorphisme
La limite supérieure du métamorphisme, située dans des conditions de température et de pression encore relativement basses, sépare l'anchimétamorphisme (du grec ankhi, « presque », métamorphisme général de très faible degré) de la diagenèse. Cette limite étant mal définie, les champs du métamorphisme et de la diagenèse sont différenciés selon des critères cristallographiques, notamment la cristallisation de la chlorite ou la forte cristallinité de l'illite. La limite inférieure du métamorphisme la sépare du magmatisme et se situe dans des conditions de haute température. Le métamorphisme se distingue en principe du magmatisme par le fait qu'il est caractérisé par des processus de recristallisation à l'état solide, tandis que le magmatisme implique la participation d'un liquide silicaté, nécessitant des températures plus élevées. Cependant, certains domaines du métamorphisme dans des conditions de hautes températures engendrent la fusion partielle de certains minéraux et la création de liquides silicatés de composition souvent granitique, on parle alors d'anatexie. Dans le cas où ces liquides cristallisent au sein même de la roche qui leur a donné naissance, il en résulte l'apparition de migmatites qui appartiennent au domaine du métamorphisme.

## Genèse des roches métamorphiques
On détermine les conditions de la genèse d'une roche métamorphique en étudiant l'ensemble des minéraux qui y sont à l'équilibre thermodynamique. Cet ensemble constitue la paragenèse. Les roches métamorphiques sont à la recherche d'un nouvel état d'équilibre. Ce rééquilibrage est très long, de sorte qu'il atteint rarement son terme et la cristallisation de nouveaux minéraux indique rarement une réaction complète.
On étudie la relation entre les différents minéraux et leur succession relative dans une lame mince (échantillon de roche observable au microscope polarisant). Par exemple les minéraux reliques sont les minéraux qui sont restés stables et qui ne se sont pas transformés. On peut donc avoir plusieurs paragenèses emboitées au sein d'une même roche métamorphique.
- Lorsque les roches enregistrent une augmentation de la pression et de la température, on définit une évolution métamorphique prograde. Celle-ci documente l'enfouissement de la roche.

Diagramme pression température des principaux faciès métamorphiques (Prh-Pmp : Prehnite-Pumpellyite).

- Lorsque les roches enregistrent une diminution de la pression et de la température, on définit une évolution métamorphique rétrograde (rétrométamorphisme). Celle-ci documente l'exhumation de la roche.

## Les différents types de métamorphisme

### Métamorphisme général ou régional
Le métamorphisme régional forme de grandes régions métamorphiques, caractéristiques de nombreuses chaînes de montagnes plissées (métamorphisme général dynamothermique qui résulte d'un empilement de nappes ou d'écailles tectoniques et est responsable de la formation des ensembles de roches métamorphiques cristallophylliennes : schistes, gneiss…) et de boucliers anciens (métamorphisme statique ou d'enfouissement, peu marqué et sans déformations, qui affecte des séries sédimentaires épaisses de plusieurs kilomètres). Typiquement, le métamorphisme régional suppose une élévation de température et de pression, c'est-à-dire un enfouissement produisant des températures élevées, contrôlées par la profondeur atteinte dans la croûte ou le manteau, et une déformation pour enregistrer les structures tectoniques…

### Métamorphisme cataclastique
Le métamorphisme cataclastique (appelé aussi dynamométamorphisme) est très localisé et « surtout lié aux contraintes qui se développent dans les grands accidents cassants où les roches acquièrent une schistosité et sont broyées plus ou moins fortement », conduisant, par transformation à haute pression et basse température, à des tectonites (en) (débris dans les kakirites (en), mylonites).

### Métamorphisme de contact

Diagramme illustrant le métamorphisme de contact.

Le métamorphisme de contact se produit dans la roche encaissante au contact de formations intrusives (pluton magmatique chaud). Il s'agit en quelque sorte d'une cuisson des terrains situés au contact direct ou à proximité de cette intrusion qui engendre, dès que son volume est important, une auréole de métamorphisme de largeur variable (de quelques dizaines de mètres à plusieurs kilomètres),. Ce métamorphisme est surtout lié à l'élévation de température, c'est pourquoi il est aussi appelé thermométamorphisme. Des enclaves de l'encaissant peuvent être arrachées à l'auréole qui est matérialisée par des roches métamorphiques. La séquence pélitique donne ainsi, en se rapprochant progressivement de l'intrusion, des schistes tachetés (nodules de gros cristaux de cordiérite), des schistes noduleux et micacés (apparition de micas et d'andalousite), des cornéennes (roches massives, sombres, à grains fins, à cordiérite et andalousite). Dans la séquence carbonatée, les calcaires et les dolomies donnent des cornéennes qui sont des marbres et des skarns.
Ce type de métamorphisme « ne peut se produire qu'à une profondeur modeste pour qu'existe un contraste thermique entre l'intrusion et son encaissant. On le situe ainsi à moins de 3 à 4 kbar soit moins de 10 km. En fonction de la présence d’andalousite, de grenat, de sillimanite ou de pyroxène, les températures s'échelonnent de 400 °C à 600 °C ou 700 °C et le faciès des cornéennes s'étend de celui des schistes verts à celui des granulites. Les marbres couvrent tous les faciès métamorphiques en raison de la grande stabilité de la calcite qui finit par remplacer la dolomite ».

### Métamorphisme de choc
Le métamorphisme de choc, ou d'impact, n'a pas de relation génétique avec les autres types de métamorphisme. Il est provoqué sur Terre par de grosses météorites, percutant à grande vitesse la surface terrestre. Il est dû à un effet de choc extrême et peut produire des minéraux denses, formés normalement dans le manteau.
On retrouve les effets d'un métamorphisme de choc dans des météorites, dont on peut montrer qu'il est bien antérieur à leur chute sur Terre. Il est sans doute dû à des impacts cosmiques à la surface du corps parent dont provient la météorite.

### Hydrothermalisme
Le métamorphisme hydrothermal résulte de l'interaction d'une roche avec un fluide à haute température. La différence de composition entre la roche et le fluide engendre une série de réactions métamorphiques et métasomatiques. Le fluide hydrothermal peut être d'origine magmatique, métamorphique, de l'eau souterraine ou de l'eau océanique.
La circulation convective des fluides hydrothermaux dans les basaltes du fond marin produit un métamorphisme hydrothermal étendu à proximité des centres d'expansion océanique et d'autres zones volcaniques sous-marines. Les fluides finissent par s'échapper par des évents au fond de l'océan, les fumeurs noirs. Les signes de cette altération hydrothermale sont utilisés comme guide dans la recherche de gisements de minerais métalliques.

## Séquences métamorphiques
Une séquence métamorphique est la succession de roches métamorphiques de divers degrés de métamorphisme, issues du même ensemble de roches d'origine, nommé protolithe. Ainsi, les principaux critères de détermination d'une séquence métamorphique sont la nature et la chimie du protolithe. Ces séquences sont au nombre de 6, mais une septième séquence, regroupant l'ensemble des roches n'entrant pas dans les 6 autres classes, est parfois prise en compte.
| Séquence               | Protolithes                 | Roches métamorphiques                                     |
| ---------------------- | --------------------------- | --------------------------------------------------------- |
| Arénacée               | grès, arkoses               | paragneiss, quartzites                                    |
| Pélitique ou argileuse | argilites, pélites          | schistes, micaschistes, paragneiss                        |
| Calcaropélitique       | marnes                      | calcschistes                                              |
| Carbonatée             | calcaires, dolomies         | marbres, cipolins, skarns                                 |
| Granitique             | granitoïdes                 | orthogneiss                                               |
| Basique                | basaltes, gabbros, diorites | schistes verts → schistes bleus, amphibolites → éclogites |

### Séquence pélitique
C'est un ensemble de roches, appelées métapélites (pélites métamorphisées) issues de la métamorphose d'une roche sédimentaire initiale appelée pélite, et composée presque exclusivement d'argile. Au fur et à mesure que le métamorphisme progresse, c'est-à-dire que la roche est portée à plus hautes température et pression, apparaissent des schistes, puis le plus souvent des micaschistes, des gneiss, et, au stade le plus avancé du métamorphisme, des leptynites. Au-delà, on entre progressivement dans le domaine magmatique, par apparition de liquides silicatés résultant de la fusion partielle de ces matériaux, ce qu'on appelle l'anatexie. Selon la nature minéralo-chimique des argiles, il se peut qu'elle aboutisse à d'autres roches.

### Séquence carbonatée
La transformation métamorphique de certains calcaires pourra donner du marbre, du cipolin, de la tactite (cornéenne calcique) ou du skarn (marbre à minéraux silicatés).

### Séquence granitique
Le métamorphisme du granite donne entre autres de l'orthogneiss et du protogine.

### Séquence basique

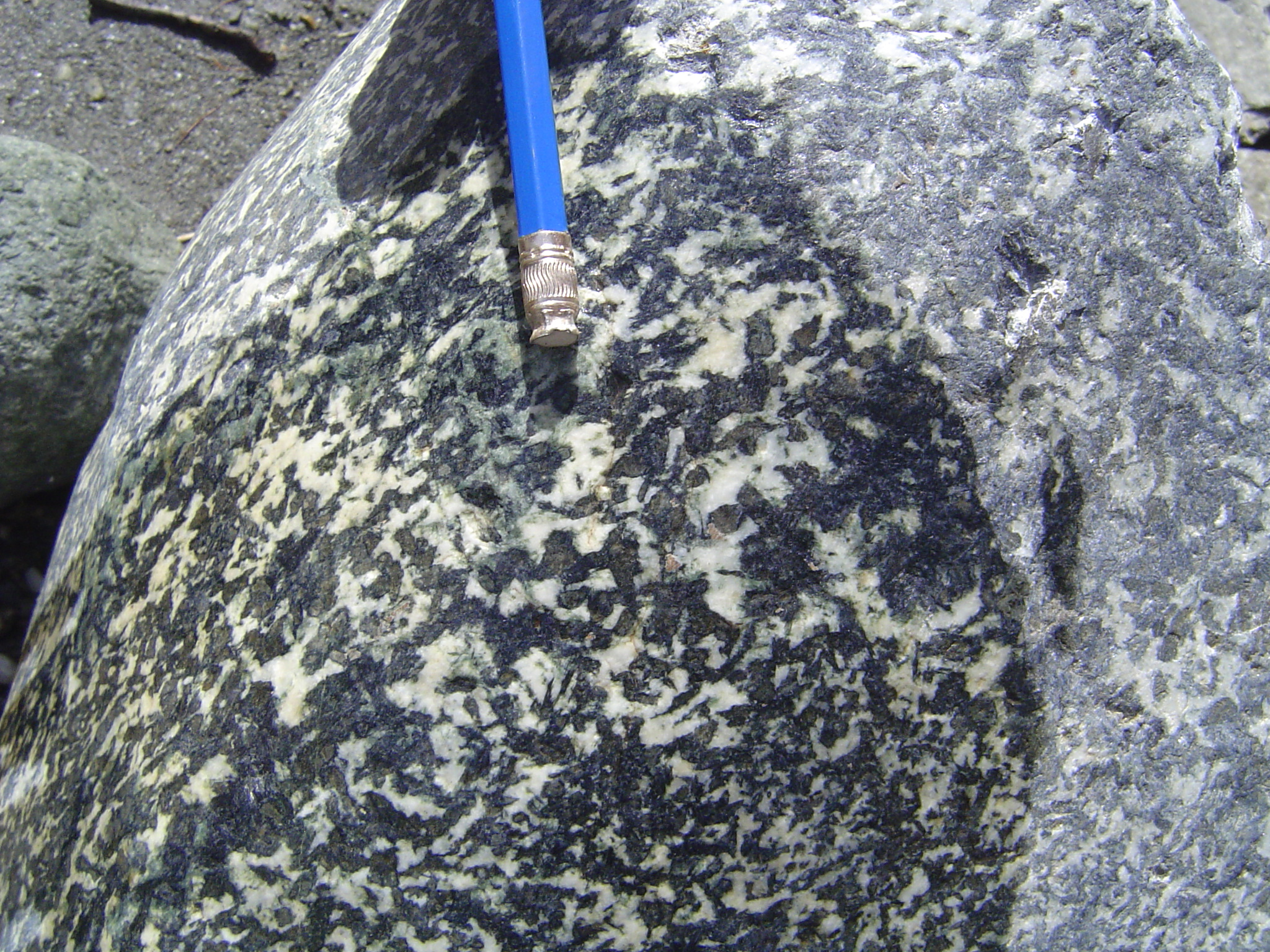
Méta-gabbro formé entre autres de glaucophane en couronne autour des clinopyroxènes magmatiques, de jadéite…

Transformation des basaltes et gabbros en amphibolites et pyroxénites. Elle est formée de roches riches en minéraux ferro-magnésiens.